# Слупск (гмина)
Слупск (пол. Słupsk) — сельская гмина (волость) в Польше, входит как административная единица в Слупский повет, Поморское воеводство. Население — 13 546 человек (на 2004 год).

## Демография
| Перепись                       | Всего   | Всего | Женщины | Женщины | Мужчины | Мужчины |
| ------------------------------ | ------- | ----- | ------- | ------- | ------- | ------- |
| Единицы                        | человек | %     | человек | %       | человек | %       |
| Население                      | 13 546  | 100   | 6842    | 50,5    | 6704    | 49,5    |
| Плотность населения (чел./км²) | 52      | 52    | 26,3    | 26,3    | 25,7    | 25,7    |

## Соседние гмины
1. Гмина Дамница
2. Гмина Дембница-Кашубска
3. Гмина Глувчице
4. Гмина Кобыльница
5. Гмина Постомино
6. Слупск
7. Гмина Смолдзино
8. Гмина Устка